# Dario Sabatello
Dario Sabatello (Roma, 26 ottobre 1911 – Roma, 10 marzo 1992) è stato un produttore cinematografico italiano.

## Biografia
Sabatello lavorò come critico d'arte e giornalista per "Il tevere", il quotidiano fondato da Benito Mussolini nel 1924. Dal 1932 al 1934 ebbe la sua galleria d'arte a Roma. L'ebreo Sabatello fu rimosso dal suo incarico dopo aver preso a pugni il critico d'arte Giuseppe Pensabene Perez (marito della pittrice Fides Stagni) perché aveva fatto commenti antiebraici e offensivi.
Lavorò poi come consulente tecnico per il film americano del 1946 Il mistero delle 5 dita prima di iniziare a lavorare nella produzione cinematografica tre anni dopo, iniziando con il film Cagliostro (1949).
Negli anni '60 realizzò una serie di Spaghetti Western, il film di spionaggio O.K. Connery e un film sul personaggio di Tarzan, Tarzan e il principe bruno (1972). Molti dei film prodotti erano interpretati da Agata Flori, moglie di Sabatello.

## Filmografia

### Consulente tecnico
- Il mistero delle 5 dita (The Beast whit Five Fingers), regia di Robert Florey (1946)

### Produttore
- Cagliostro (Black Magic), regia di Gregory Ratoff (1949)
- L'ombra dell'aquila (Shadow of the Eagle), regia di Sidney Salkow (1950)
- Il ladro di Venezia (The thief of Venice), regia di John Brahm (1950)
- La rivale dell'imperatrice (The Rival of the Empress), regia di Sidney Salkow e Jacopo Comin (1951)
- Era lui, si, si!, regia di Marino Girolami, Vittorio Metz e Marcello Marchesi (1951)
- L'incantevole nemica, regia di Claudio Gora (1953)
- Il visconte di Bragelonne, regia di Fernando Cerchio (1954)
- Le avventure di Giacomo Casanova, regia di Steno (1955)
- Totò, Vittorio e la dottoressa, regia di Camillo Mastrocinque (1957)
- Buongiorno primo amore!, regia di Marino Girolami e Antonio Momplet (1957)
- Marinai, donne e guai, regia di Giorgio Simonelli (1958)
- Noi siamo due evasi, regia di Giorgio Simonelli (1959)
- Femmine di lusso, regia di Giorgio Bianchi (1960)
- Le olimpiadi dei mariti, regia di Giorgio Bianchi (1961)
- Pugni pupe e marinai, regia di Daniele D'Anza (1961)
- I tromboni di Fra' Diavolo, regia di Giorgio Simonelli (1962)
- Gli imbroglioni, regia di Lucio Fulci (1963)
- I marziani hanno 12 mani, regia di Castellano e Pipolo (1964)
- Extraconiugale, regia di Massimo Franciosa, Mino Guerrini e Giuliano Montaldo (1964)
- 7 pistole per i MacGregor, regia di Franco Giraldi (1966)
- 7 donne per i MacGregor, regia di Franco Giraldi (1967)
- O.K. Connery, regia di Alberto De Martino (1967)
- I tre che sconvolsero il West (Vado, vedo e sparo), regia di Enzo G. Castellari (1968)
- Tarzan e la pantera nera, regia di Manuel Caño (1973)
- Testa t'ammazzo, croce... sei morto - Mi chiamano Alleluja, 0regia di Giuliano Carnimeo (1971)
- Il West ti va stretto, amico... è arrivato Alleluja, regia di Giuliano Carnimeo (1972)
- Pasqualino Cammarata... capitano di fregata, regia di Mario Amendola (1974)

## Riferimenti
1. ^ Paietta e Kauppila p.226
2. ^ p. 180 Mann, Vivian B. (a cura di) Giardini e ghetti: l'arte della vita ebraica in Italia - University of California Press (28 settembre 1989)